# Тимчасова першість
Тимчасова першість або Тимчасове чемпіонство (англ. Interim championship) — поширена практика визначення першості в спорті, прецедент. Застосовується як вимушений захід у тому разі, коли чинний чемпіон не може провести захист свого титулу з об’єктивних причин (перешкоди медичного або юридичного характеру, форс-мажорні обставини тощо).
Якщо змагання між головним претендентом на титул чемпіона і діючим чемпіоном тимчасово неможливе, проводиться змагання між двома основними претендентами (або за рейтингом) за звання тимчасового чемпіона. Ситуація розділеного чемпіонства, утворена внаслідок цього, може бути змінена таким чином:
- Проводиться змагання між тимчасовим і діючим чемпіоном. Переможець отримує звання виключного або беззаперечного (англ. undisputed) чемпіона.
- Діючий чемпіон оголошує про припинення кар’єри. Тимчасовий чемпіон отримує звання виключного або беззаперечного чемпіона.
- Діючий чемпіон відмовляється від титулу. Тимчасовий чемпіон отримує звання виключного або беззаперечного чемпіона.
- Діючий чемпіон змінює вагову категорію. Тимчасовий чемпіон отримує звання виключного або беззаперечного чемпіона.
- Інший варіант (в залежності від виду спорту і наявних традицій)

Така практика застосовується в боксі (визнана організаціями WBA, WBC, IBF, WBO), кікбоксингу (визнана організацією K-1) змішаних бойових мистецтвах (визнана організаціями UFC і PRIDE).

## Приклади

### Бокс
- У листопаді 2005 року Хасім Рахман був підвищений із титулу тимчасового чемпіона світу до виключного чемпіона світу за версією WBC, після того, як діючий чемпіон світу Віталій Кличко оголосив про завершення кар’єри через травму.
- У вересні 2006 року діючий чемпіон світу Джонні Нельсон відмовився від титулу. Тимчасовий чемпіон світу Енцо Макарінеллі був підвищений до титулу виключного чемпіона світу за версією WBO.

### Змішані бойові мистецтва
- У квітні 2008 року тимчасовий чемпіон світу Жорж Сен-П'єр виграв бій проти діючого чемпіона світу Метта Серри і був проголошений виключним чемпіоном світу за версією UFC.
- У липні 2009 року тимчасовий чемпіон світу Френк Мір втратив титул у бою з діючим чемпіоном світу Броком Леснаром. Леснар був проголошений виключним чемпіоном світу за версією UFC.
- 11 липня 2015 року Конор МакГрегор, на UFC 189, став тимчасовим чемпіоном в напів легкій ваговій категорії здолавши Чеда[en] Мендеза[en], який вийшов на заміну травмованому Жозе Альдо